# 平資盛

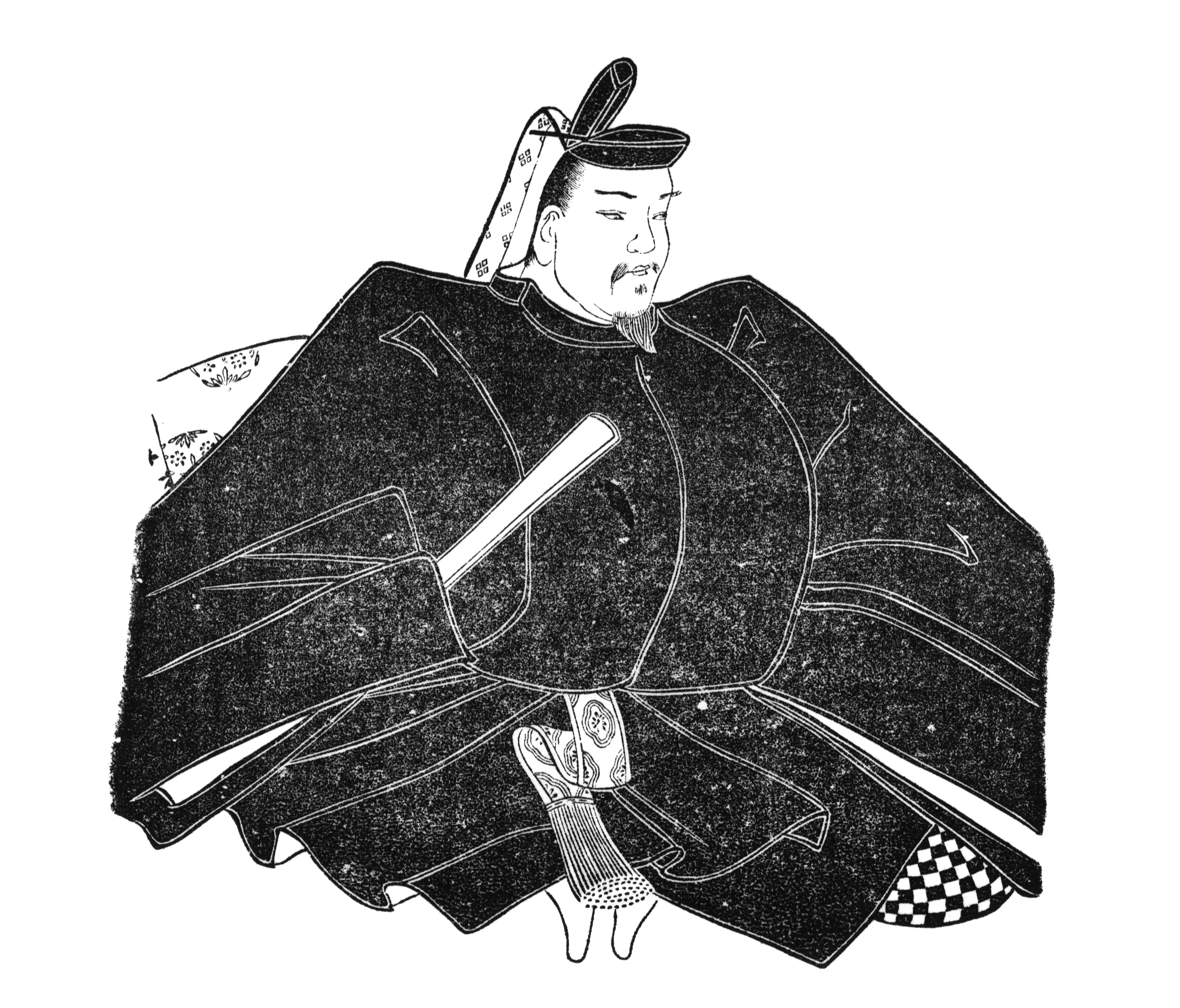
平資盛（『集古十種』）

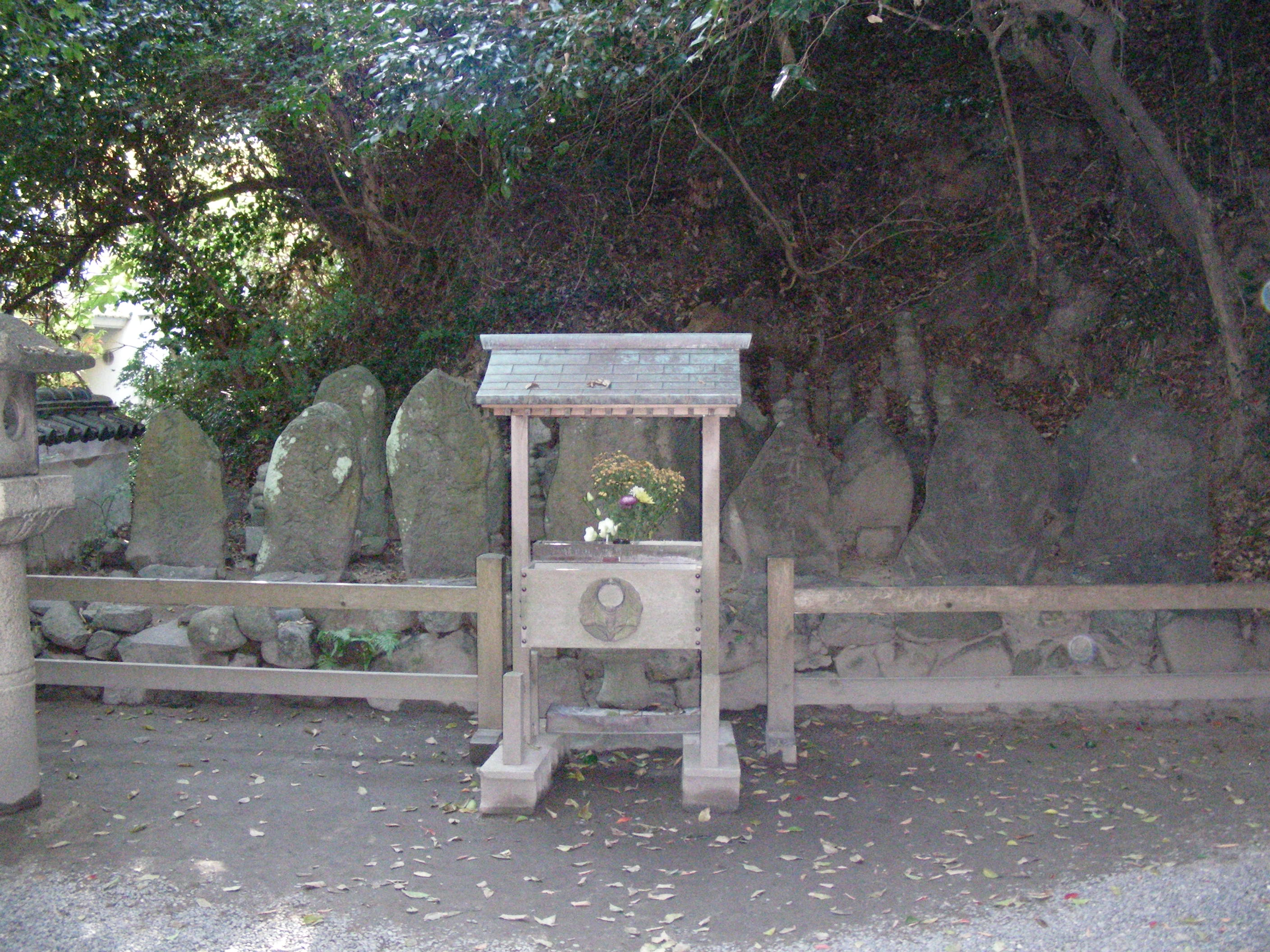
赤間神宮の七盛塚。前列右から三番目が資盛の墓石

平 資盛（たいら の すけもり）は、平安時代末期の平家一門の武将。平清盛の嫡男である平重盛の次男。母は藤原親盛・あるいは藤原親方の娘。位階は従三位まで昇叙、新三位中将と称された。
和歌に優れ、『新勅撰和歌集』『風雅和歌集』に名を残している。

## 生涯
資盛の生年は『愚管抄』『職事補任』によれば応保元年（1161年）であり、『平家物語』では保元3年（1158年）とされている。仁安元年（1166年）11月21日には、兄平維盛を差し置いて従五位下に叙爵され、12月30日には越前守となっている。仁安4年（1169年）正月には維盛とともに従五位上に昇進している。九条兼実の日記『玉葉』には資盛を「嫡男」と記した記述が一か所存在するが、そのほかの個所では維盛を嫡男としている。

### 殿下乗合事件
嘉応2年（1170年）7月3日、摂政・松殿基房の牛車と行き違った時に女車から降りず下馬の礼をとらなかったため、基房の家来と乱闘騒ぎを起こして資盛は恥辱を受けて逃げ帰った。10月21日には基房の牛車が武者に襲われ、狼藉を受けた（殿下乗合事件）。基房襲撃は『愚管抄』では重盛の主導によるものとされており、祖父平清盛主導とする『平家物語』の描写は異なるとするのが史学界の大勢であるが、異論も存在する。
いずれにせよ、資盛の昇進は以降止まり、弟の清経にすら追い越されるようになった。

### 院近臣
資盛は箏の大家藤原師長に師事しており、たびたび御宴で演奏を行っている。治承2年（1178年）には後白河法皇の目にとまり、12月には近衛右少将に昇進、近臣を勤めるようになる。治承3年（1179年）閏7月29日、父・重盛が死去すると、叔父の平宗盛が棟梁となる。治承三年の政変では、多くの院近臣が解官される中で、資盛はその地位を保った。治承4年（1180年）12月の美濃源氏の挙兵では、叔父の平知盛とともに近江国へ出陣して反乱軍の鎮圧にあたった。養和元年（1181年）閏2月4日、祖父・清盛が死去する。復権した後白河法皇のもとでもかわらず重用されており、同年中には右近衛権中将、正四位下に昇進している。またこのころに同じく院近臣であった藤原基家の娘と結婚している。『尊卑分脈』には盛綱という子がいたとされるが、母親は不明である。

### 一門都落ち
寿永2年（1183年）5月、維盛を大将軍として北陸道に派遣された平氏の追討軍が倶利伽羅峠の戦いと篠原の戦いで大敗し、源氏の反乱軍が都を目指して進撃してくる。7月半ば、平氏一門は京防衛のため各所に派遣され、資盛も家人の平貞能と共に1,000騎を率いて宇治田原へ向かった。畿内の武士が反乱の動きを見せ始めた事から、棟梁宗盛は京をいったん離れ西国へ下向する方針に変更、派遣された一門の武将は京に呼び戻された。この際に宗盛は、資盛は宣旨を受けて院より派遣された者である事から、小松家の軍勢には院から帰京命令を出し、自らの一門は私的に派遣しているので自ら呼び返すと後白河法皇に述べている。
資盛ら小松家は一門と別に独自の行動を取っていた様子が見られ、25日に一門が都を落ち延びた後も、京に戻った資盛は蓮華王院に入って後白河法皇に庇護を求めている。しかし平頼盛を除く平家のものが受け入れられることはなく、資盛は翌朝京を離れて平氏本隊に合流する。小松家の有力家人であった伊藤忠清は出家して都落ちには同行せず、小松家と一門の分裂が表面化していた。

### 西走・最期
『平家物語』の「太宰府落」で資盛は元重盛の家人であった豊後国の緒方惟義の説得工作に向かって追い返されているが、『玉葉』の寿永3年2月19日条に資盛と平貞能が豊後国の住人によって拘束された風聞が記されている。寿永2年（1183年）10月、平氏は九州・太宰府を追われ、四国の屋島に向かうが、この際に貞能が出家して一門を離脱した。また弟の清経は入水している。また11月12日には院近臣平知康に書簡を送り、「奉別君悲歎無限、今一度帰華洛、再欲拝竜顔」と記して帰洛したい旨を後白河法皇に伝えようとするが、帰京はかなわなかった。
寿永3年（1184年）正月、屋島に拠点を置いて一時勢力を回復した平氏は摂津国・福原まで進出。正月末に義仲を滅ぼした源頼朝の代官源範頼・義経の軍勢が平氏追討に向かう。資盛は弟の平有盛、師盛らと播磨国三草山に陣を置くが義経軍の夜襲を受け、讃岐国・屋島へ敗走した（三草山の戦い）。その直後の2月7日、一ノ谷の戦いで平氏は一門の多くを失う大敗を喫する。資盛の弟平師盛もこの時に討死している。また兄の維盛はこの頃一門から離脱し、那智勝浦で入水自殺を遂げることとなる。また弟の平忠房は維盛の戦線離脱の際に同行していたと見られる。
同年12月、資盛は備前国児島で源範頼と戦い敗北（藤戸の戦い）。元暦2年（1185年）3月24日、平氏は壇ノ浦の戦いで敗れ、滅亡に至った。資盛は有盛と、従兄弟の平行盛とともに壇ノ浦の急流に身を投じて自害した。享年25。ただし、『醍醐雑事記』『神皇正統録』の死亡者には資盛の名はない。

## 建礼門院右京大夫との恋
宮廷の華やかさと平家の没落を女性の視点から記した『建礼門院右京大夫集』では、資盛は作者の建礼門院右京大夫の生涯の恋人であったとされる。二人の関係は治承元年（1177年）頃から始まったとされる。
平氏一門の都落ち直前、密かに右京大夫と会っていた資盛は、日頃からの口癖として彼女に以下のような事を言い残している。この頃の資盛は心の余裕のない様子だったという。
清経と維盛の入水を知った建礼門院右京大夫から慰める手紙を受け取った資盛は、「今はただ自分の命も今日明日の事なので、ものを思う事をやめようという心境です」と返事を送り、兄弟の死について、
「あるほどが　あるにもあらぬ　うちになほ　かく憂きことを　見るぞかなしき」
（生きていることが生きていることにもならない、この世のうちにあって、その上こんなつらい目にあうのは悲しいことです）
などの3つの歌を贈った。これが右京大夫への最後の便りとなった。

## 官歴
※日付＝旧暦
- 仁安元年（1166年）
  - 11月21日：従五位下
  - 12月30日：越前守
- 仁安4年（1169年）正月5日：従五位上（皇太后・平滋子御給）
- 嘉応3年（1171年）4月7日：越前守重任
- 承安4年（1174年）12月4日：侍従兼任
- 承安5年（1175年）
  - 正月22日：越前守得替
  - 改元して安元元年12月8日：正五位下
- 治承2年（1178年）12月24日：右近衛権少将。侍従を辞任
- 治承3年（1179年）正月2日：従四位下（上西門院御給）
- 治承4年（1180年）4月8日：従四位上（高倉上皇の福原御幸）
- 治承5年（1181年）
  - 5月26日：正四位下（上西門院御給）
  - 改元して養和元年10月12日：右近衛権少将を辞任
  - 10月29日:右近衛権中将
- 寿永2年（1183年）
  - 正月22日：蔵人頭
  - 7月3日：従三位。右近衛権中将如元
  - 8月6日：解官

## 系譜
- 父：平重盛（1138-1179）
- 母：少輔掌侍 - 藤原親盛娘
- 正室：持明院基家娘
- 妾：建礼門院右京大夫（1157?-?） - 藤原伊行娘
- 生母不明の子女
  - 男子：平親真?（1163-1183） - 異説有り
  - 男子：平盛綱? - 異説有り

## 伝承・子孫
- 奄美群島には、資盛が平行盛や平有盛らと共に落ち延びたという伝説が残っており、最初は喜界島に辿り着き、資盛は後に加計呂麻島に来て諸鈍に居を構えたと伝えられている。資盛を祭神とする大屯神社があり、毎年旧暦9月9日の大屯神社祭では、資盛がもたらしたと言われている「諸鈍シバヤ」という演劇・人形劇が行われている。1976年（昭和51年）に国の重要無形民俗文化財に指定された。
- 鎌倉時代に得宗被官であった平盛綱は資盛の子とされ[注釈 4]、その後裔である内管領長崎円喜をはじめとする長崎氏は資盛の子孫を称している[注釈 5]。
- 織田信長を輩出した織田氏は資盛の末裔を自称しており、『系図纂要』では資盛の子に親真を載せ、織田氏の祖としている。
- 子の国盛の嫡男・時盛が日向国の佐多氏を継承したという伝承があり、その子孫の名乗りは島津忠宗の子・佐多忠光の子孫へと受け継がれた。
- 資盛のものと伝えられている肖像画（赤間神宮蔵）が、安土桃山時代から江戸時代にかけての大名、前田利長の肖像画（魚津歴史民俗博物館蔵）に酷似している[20]。

## 関連作品

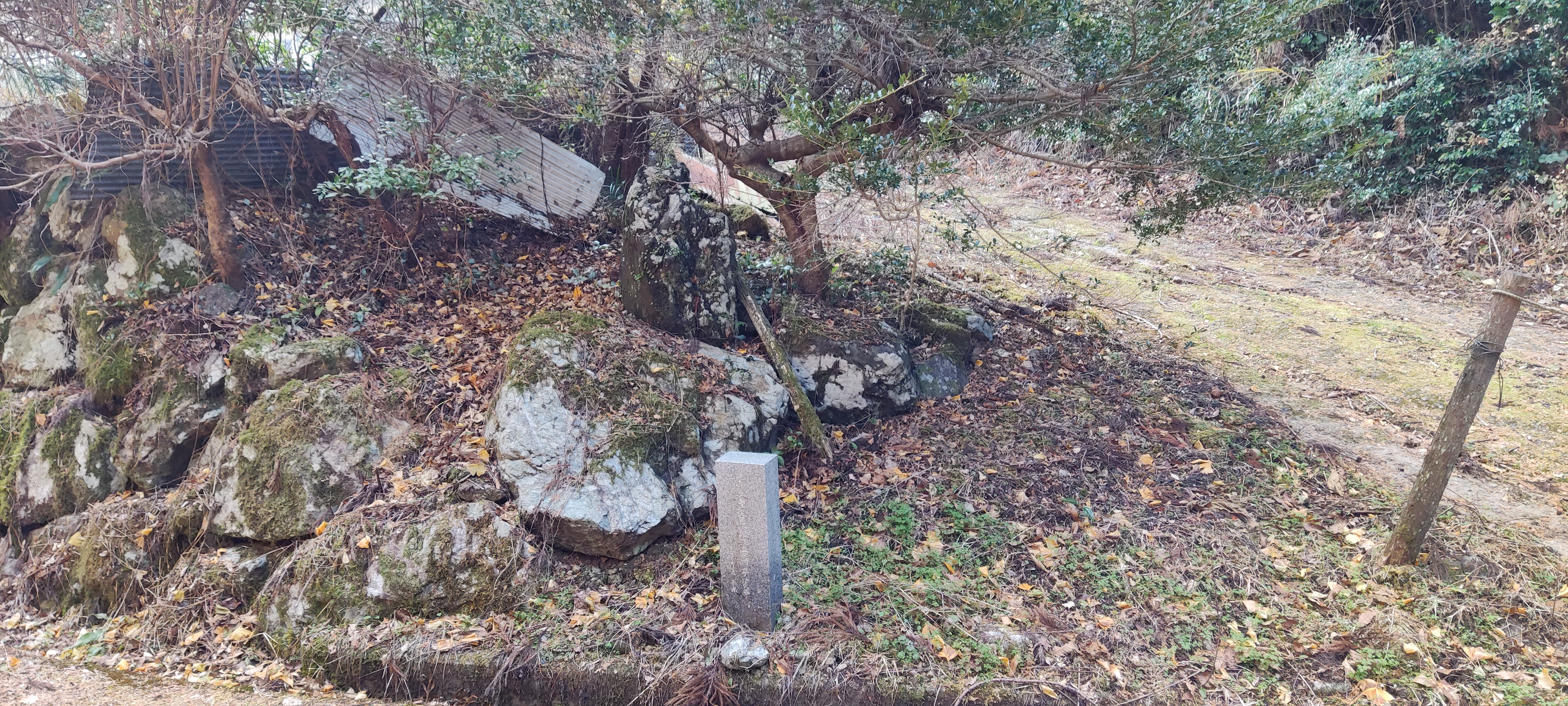
安徳天皇従臣小松三位中将平資盛ノ祠（越知町）（高知県高岡郡越知町越知丁、之ヨリ南東百米）